# Семанова, Наталья
Наталья Семанова (род. 1 октября 1979 года, Москва, СССР) — российская топ-модель.

## Карьера модели
Свои первые шаги в карьере модели Наталья сделала в 1992 году, когда пришла за компанию со своей подругой на кастинг моделей в «Агентство Славы Зайцева», которое ещё в самом начале 90-х открыл модельер Вячеслав Зайцев. Девушек заметили и взяли в новое модельное агентство. А уже в 1994 году Наталью пригласили принять участие в конкурсе «The Look of the Year» в Москве. Тогда она победила и получила право принять участие в международном финале «Elite Model Look», который тогда проходил на Ивисе, Испания. В итоге Наталья одержала победу и в нём, обойдя несколько десятков финалисток. В их числе была американская модель и будущая звезда фильма «Терминатор-3: Восстание машин» — Кристанна Локен. С этих пор модельная карьера Натальи начала стремительно набирать обороты.
На момент победы в конкурсе Наталье было всего 14 лет и по европейским законам она не могла работать моделью до исполнения 16 лет. Именно поэтому запланированное участие в её первом модном показе Джанфранко Ферре (Gianfranco Ferré) пришлось отменить. Однако Ферре решил сделать Наталье небольшой подарок и посадил её на показе в первый ряд, где обычно сидят все VIP-персоны. Рядом с ней сидела знаменитая Софи Лорен.
Как только Наталье исполнилось 16 лет, она сразу же стала желанной и востребованной моделью для многих именитых дизайнеров и домов мод, которые стали приглашать её для участия в своих показах. Со слов самой Натальи её первые шоу проходили в Милане на одном из которых (Кристиан Лакруа) случился казус:
«Мои первые шоу прошли в Милане. Одним из них был показ Кристиана Лакруа в виде «show-room», когда в течение дня проводится пять демонстраций для постоянно меняющихся клиентов, которые садятся за столики, пьют шампанское и смотрят коллекцию. Мне очень быстро стало неинтересно просто ходить и я стала слегка вальсировать на шпильках. Короче, остался последний выход, 11 часов вечера, я очень устала, платье настолько большое, что в нем еле-еле можно двигаться. Поскользнулась па паркете, запуталась в складках и рухнула на пол. У публики: «А-ах!» что делать? Решила засмеяться. Меня поднимают, выходит сам кутюрье и целует ручку. Думаю — дотанцевалась, больше у Лакруа не появишься. Но приезжаю в Париж, а мне говорят: «Через неделю работаешь у Лакруа — на кастинг к нему можешь не ходить!» Мне было очень трудно начинать работать. Оказалась одна в огромном Нью-Йорке, почти ребенок. Я звонила каждый день маме и плакала. Мама утешала и говорила: «Потерпи, ты должна выстоять. А иначе зачем ты вообще туда поехала?»
В 1995 году впервые попала на обложку модного журнала — испанского Vogue. В 1999 году Наталья становится лицом итальянской марки «Blumarine», для рекламной кампании которого её снимал легендарный фотограф Хельмут Ньютон.
Ещё одно знаковое событие в модельной карьере Натальи случилось в 1999 году — её пригласили стать лицом легендарного парфюма «Opium» (Yves Saint Laurent). Обычно для работы над рекламными компаниями этого парфюма приглашались самые востребованные модели и фотографы. Так, например, в разные годы лицом «Opium» становились такие модели, как Джерри Холл, Линда Евангелиста и Кейт Мосс. Снимал Наталью для этой рекламной кампании фотограф Филип Диксон. Помимо фотографий был снят ещё и рекламный видеоролик. Его снял знаменитый режиссёр Дэвид Линч.
В 2001 году Наталья подписывает контракт с Джорджио Армани («Giorgio Armani») и становится лицом его марки. Фотографии этой рекламной кампании были заказаны знаменитому фотографу Питеру Линдбергу. Это окончательно утверждает Наталью в статусе супермодели.
За всю свою модельную карьеру (1994—2003) Наталья участвовала в показах всех самых топовых дизайнеров и марок в рамках недель мод в Париже, Милане и Нью-Йорке, была лицом брендов: Atelier Versace, Biotherm, Blumarine, Bruno Magli, Christian Dior, Claude Montana, Daniel Swarovski, Enrico Coveri, Exté, Galeries Lafayette, Georges Rech, Gigli, Giorgio Armani, Guerlain, Joop! 'Rococo' fragrance, Lanvin, L'Oréal, Mango, Moschino, Neiman Marcus, Patek Philippe, Plein Sud, Renault Twingo, Romeo Gigli, Saks Fifth Avenue, Stefanel, Synonyme, Toni Gard, Valentino, Yves Saint Laurent 'Opium' fragrance, появлялась на страницах американского, французского, итальянского, немецкого, испанского и российского Vogue и поработала со многими знаменитыми фотографами, такими как Хельмут Ньютон, Стивен Мейзел, Патрик Демаршелье, Марио Тестино, Артур Элгорт, Паоло Роверси, Питер Линдберг, Эллен фон Унверт, Ник Найт и другими.
В октябре 2010, впервые с 2003 года, вышла на подиум на показе John Galliano (Джон Гальяно) весна-лето 2011 в рамках недели моды в Париже.

## Личная жизнь
В 2001 году Наталья вышла замуж. Её муж — француз, букер модельного агентства «Elite», в котором она числится. Дизайн свадебного платья для Натальи сделал Жан-Поль Готье. Церемония бракосочетания состоялась в Париже.

## Обложки журналов
- Cosmopolitan Россия — Ноябрь 1997
- D — 18 Май 1999; 10 Август 1999; 08 Октябрь 1999.
- Depeche Mode — Февраль 1997
- Elle Germany — Декабрь 1997.
- Elle — Май 1998.
- Elle Spain — Март 1996; Май 1999.
- Elle Россия — Январь 1998.
- Jalouse — Май 1999.
- Marie Claire — Апрель 1995; Декабрь 1998.
- Vogue Paris — Сентябрь 1998.
- Vogue Spain — Январь 1995; Сентябрь 2000.
- Vogue Россия — Май 1999; Сентябрь 1999.